# Xysticus hindusthanicus
Xysticus hindusthanicus är en spindelart som beskrevs av C.C. Basu 1965. Xysticus hindusthanicus ingår i släktet Xysticus och familjen krabbspindlar. Inga underarter finns listade i Catalogue of Life.